# La locandiera
La locandiera es una comedia italiana escrita por Carlo Goldoni en el año 1750. 
La historia se desarrolla en una posada de Florencia. Su dueña, Mirandolina, es una astuta y atractiva joven que se encarga de la posada con la ayuda de su mozo: Fabrizio.

## Resumen

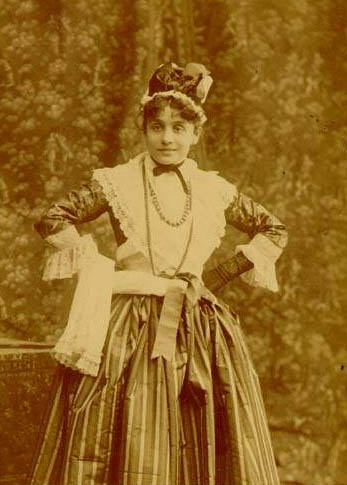
Eleonora Duse (1858–1924) en "La Locandiera"

Mirandolina es constantemente cortejada por cada hombre que pasa por la posada, y de una forma muy particular por el marqués de Forlipopoli, aristócrata que no tiene más que su título nobiliario, y por el conde de Albafiorita, mercader que por su éxito en los negocios ha pasado a formar parte de la nobleza. Los dos personajes representan los extremos de la alta sociedad veneciana de aquel tiempo. El marqués, sosteniéndose en su honor, está convencido de que basta su protección para conquistar el corazón de una mujer. Por el contrario, el conde, cree que, así como ha comprado el título nobiliario, puede ganar el amor de Mirandolina dándole numerosos regalos.
La astuta dueña de la posada, como buena comerciante, no se deja llevar por ninguno de los dos hombres, dejando la esperanza de una posible conquista. Los nobles clientes tardan en abandonar la hostería, y de esa manera contribuyen al aumento de las ganancias de la posadera.
La llegada del caballero de Riprafratta, misógino de la alta aristocracia, rompe el equilibrio instaurado en la hostería. El caballero, por su origen noble, se lamenta del servicio de la hostería, manda a Mirandolina y critica al marqués y al conde por rebajarse a cortejar a una mujer común.
Mirandolina, aferrada a su orgullo femenino y no estando habituada a ser tratada como una sierva, se propone hacer que el caballero se enamore de ella. En poco tiempo, vence en su intento: el caballero cede y, todo su odio a las mujeres se transforma en un amor apasionado que lo atormenta. Su desprecio por el sexo femenino lo vuelto vulnerable frente a la malicia de esta mujer, ya que, no conociendo las armas del enemigo, no ha aprendido a defenderse.
Sin embargo, Mirandolina se arrepiente apenas ve que el enredo se le está yendo de las manos: el marqués y el conde, celosos por la especial atención que prodiga ella al caballero, quieren vengarse de él, que no quiere que se vea que ha sido atraído por una mujer pero ansía tenerla, y está pronto a la violencia para conseguir su fin.
Mirandolina, con una hábil estratagema, calma las ansias de los nobles.
Antes de que muriera el padre de Mirandolina, ella le prometió que se casaría con el mozo, Fabrizio; y así lo hace, aunque no lo ama. 